# Carnaval d'Encamp
El Carnaval d’Encamp és una festa popular i tradicional andorrana que se celebra anualment a la parròquia d’Encamp amb motiu del Carnestoltes. És considerat un dels esdeveniments festius clau del Principat i especialment pel seu ball de l’Ossa, que és una manifestació cultural distingida com a Patrimoni Immaterial de la Humanitat segons la UNESCO del 2022 ençà.
Es tracta d’una festa pagana circumscrita en la litúrgia de la quaresma que fou reviscolada en la seva plenitud, durant els anys 1950, per l'advocat Rossend Marsol Clua, també conegut com a Sícoris o «l'advocat dels pobres», que s'havia establert a Encamp procedent d’Artesa de Segre. Les particularitats més destacades que té aquest esdeveniment són la coneguda com a operació i posterior crema d’un ninot que representa el rei Carnestoltes, la dansa teatral del Ball de l’Ossa –que mimetitza l’antiga cacera d’aquest mamífer autòcton de les Valls– i també la farsa teatral dels Contrabadistes, guionitzada pel mateix Marsol Clua i que representa la detenció i judici d’estraperlistes. També hi ha l'habitual desfilada de comparses pels carrers de la parròquia i la clausura de la festa amb l'enterrament de la sardina.
L'organització de les festes és d'un marcat lideratge juvenil; antany havia depès de diverses colles, però arran de mitjan segle xx s'agruparen per a constituir la Comissió de Festes d'Encamp. Aquesta organització, que no havia mai format part del comú per tal d'evitar censures o la intervenció del consistori, sí que passà a estar regulada, des de l'any 2007, per l'administració local i amb un reglament de règim intern. En aquesta nova Comissió coral, n'organitzen el Carnaval representants del jovent, del comú, dels comerços, de les entitats esportives i culturals i també una mostra dels encampadans més vells que hi viuen.
El conjunt de celebracions està protegit per les lleis andorranes com un dels quinze Béns Immaterials del Patrimoni Andorrà. Existeix un refrany històric vinculat a l’esdeveniment: «Per Carnaval, tot s'hi val a Encamp».